# Grama híbrida
A grama híbrida ou grama natural reforçada é um produto criado pela combinação de grama natural com fibras sintéticas de reforço. É usado para estádios e campos de treinamento usados para futebol de associação, rugby, futebol americano e críquete . Grama natural reforçada também pode ser usada para eventos e shows. As fibras sintéticas incorporadas na zona da raiz tornam a relva mais forte e resistente a danos.
A primeira geração de grama híbrida apareceu na década de 1990. As raízes da grama foram entrelaçadas com uma mistura de solo e fibras sintéticas à medida que cresciam. Existem três métodos principais para inserir fibras sintéticas na zona da raiz. A primeira é injetar fibras na areia com uma máquina de tufagem .
O segundo método é misturar fibras, cortiça e areia em uma planta automatizada e instalá-la posteriormente em campo. O sistema foi criado por um laboratório de uma universidade pública francesa .
O terceiro método é colocar um tapete ou esteira com fibras tecidas ou tufadas na superfície, depois pincelar com areia ou misturas de areia para manter as fibras na posição vertical e, finalmente, semear misturas de grama por cima. A grama natural enraíza-se através do tapete e estabiliza o sistema. Esses sistemas são chamados de soluções de grama híbrida baseadas em carpete.

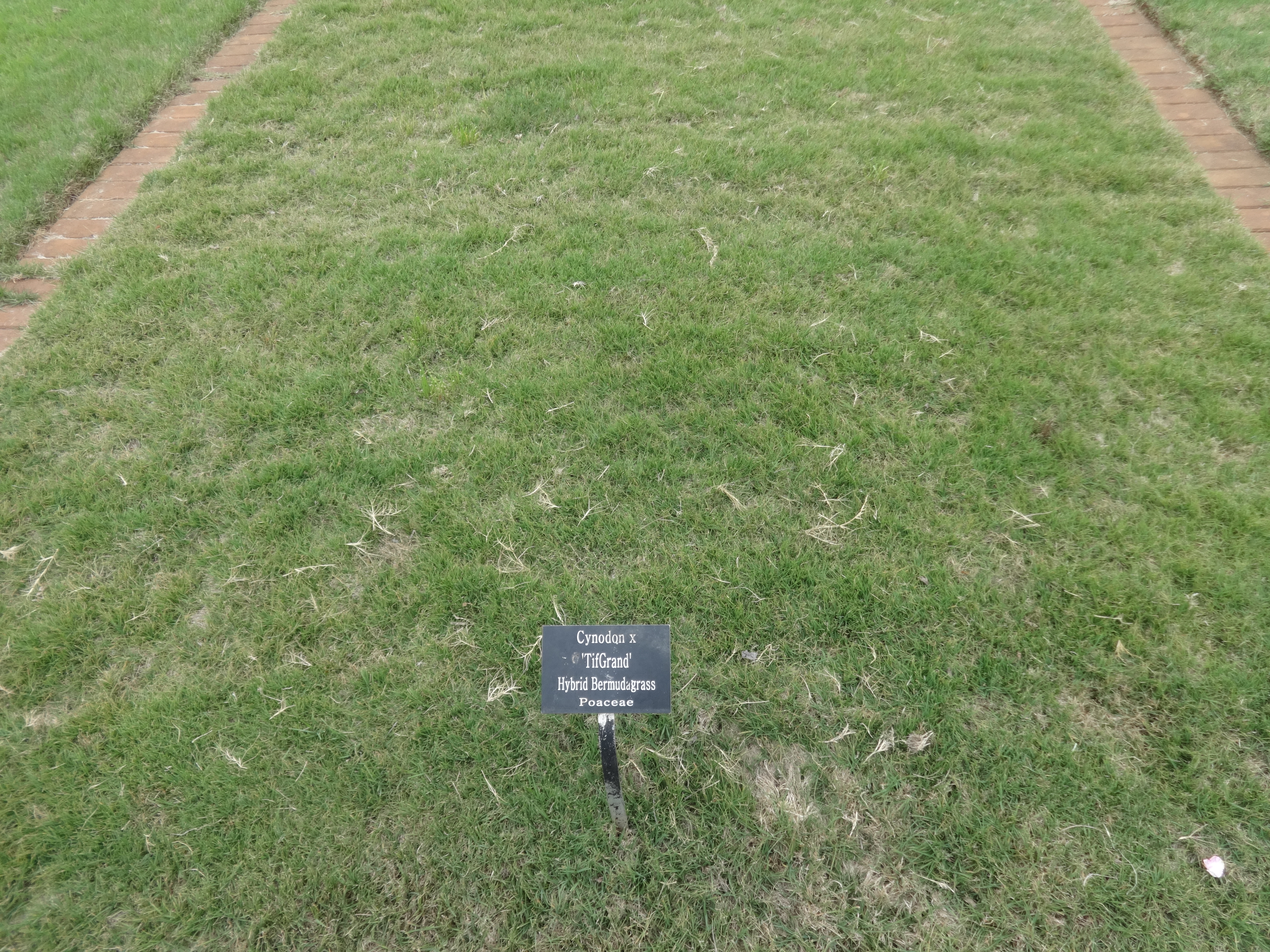